# Ansty (Warwickshire)
Pour les articles homonymes, voir Ansty.
Ansty est un village et une paroisse civile du Warwickshire, en Angleterre. Administrativement, il dépend du borough de Rugby.
Le village est situé à environ 8 km au nord-est du centre-ville de Coventry et à 13 km au sud de Hinckley. Ansty se trouve sur la B4065, qui était autrefois la route principale entre Coventry et Hinckley. La jonction entre les autoroutes M6 et M69 et la route A46 se trouve à 1,6 km au sud-ouest du village. La paroisse comptait 299 habitants au recensement de 2021.
La section nord du canal d'Oxford, qui était un important réseau de transport de charbon, est aujourd'hui une ressource de loisirs populaire, traverse le village. Ansty a été cité comme « le village le plus hostile aux plaisanciers sur les canaux » en raison du grand nombre de panneaux « interdiction d'amarrage ».

## Histoire
Le Domesday Book de 1086 mentionne Ansty comme faisant partie de la hundred de Brinklow. Le principal propriétaire foncier était Lady Godiva,. Ansty faisait partie du comté de Coventry de 1451 jusqu'à la dissolution de ce comté en 1842.
L'église paroissiale de Saint-Jacques de l'Église d'Angleterre possède un chœur du XIIIe siècle. L'arcade entre la nef et le bas-côté nord date du 14ème siècle. Sir George Gilbert Scott a reconstruit le reste de l'église en 1856.
Ansty Hall, juste à l'extérieur du village, a été construit en 1678 pour Richard Taylor, qui avait été du côté parlementaire pendant la guerre civile anglaise. La maison est disposée en sept travées et construite de brique avec pierres angulaires et fronton en pierre. C'est maintenant l'Ansty Hall Hotel.
Une activité artisanale de tissage s'est développée dans la paroisse dès le début du XVIIIe siècle. Ce commerce est devenu important au début du 19e siècle, mais a décliné dans les années 1830.
James Brindley a achevé la section du canal d'Oxford passant par Ansty en 1771. En novembre 1963, un remblai de 9,1 m de haut du côté du chemin de halage a cédé, déversant 10 000 tonnes de sable et d'argile sur les terres adjacentes.
RAF Ansty, une base d'entraînement de la Royal Air Force, a fonctionné à proximité entre 1936 et 1953. Dans les années 1940, 1950 et 1960, Armstrong Siddeley Motors possédait son usine de développement de turbines à gaz et de moteurs de fusée d'avion ainsi que de moteurs de fusée Gamma utilisés dans les rockets "Black Knight" et "Black Arrow". Le site est actuellement le centre d'ingénierie de Rolls-Royce. En 2013, Rolls-Royce a annoncé la fermeture de la partie militaire de l'usine. La partie civile de l'usine reste active.
En 2012, Ansty a érigé son premier monument aux morts, un obélisque noir, avec l'aide des villageois dirigés par le premier maître Dean Bateman.
En 2017, Geely Commercial Vehicles (London Electric Vehicle Company) a établi une importante usine de production de taxis et de fourgonnettes électriques à 2,4 km au sud du village d'Ansty Park (séparé par l'autoroute M6).

## Commodités
Ansty possède un restaurant, The Rose and Castle juste à côté du canal et The Ansty Club sur Grove Road. Il y a aussi l'Ansty Golf Club qui est ouvert à tous.

## Galerie

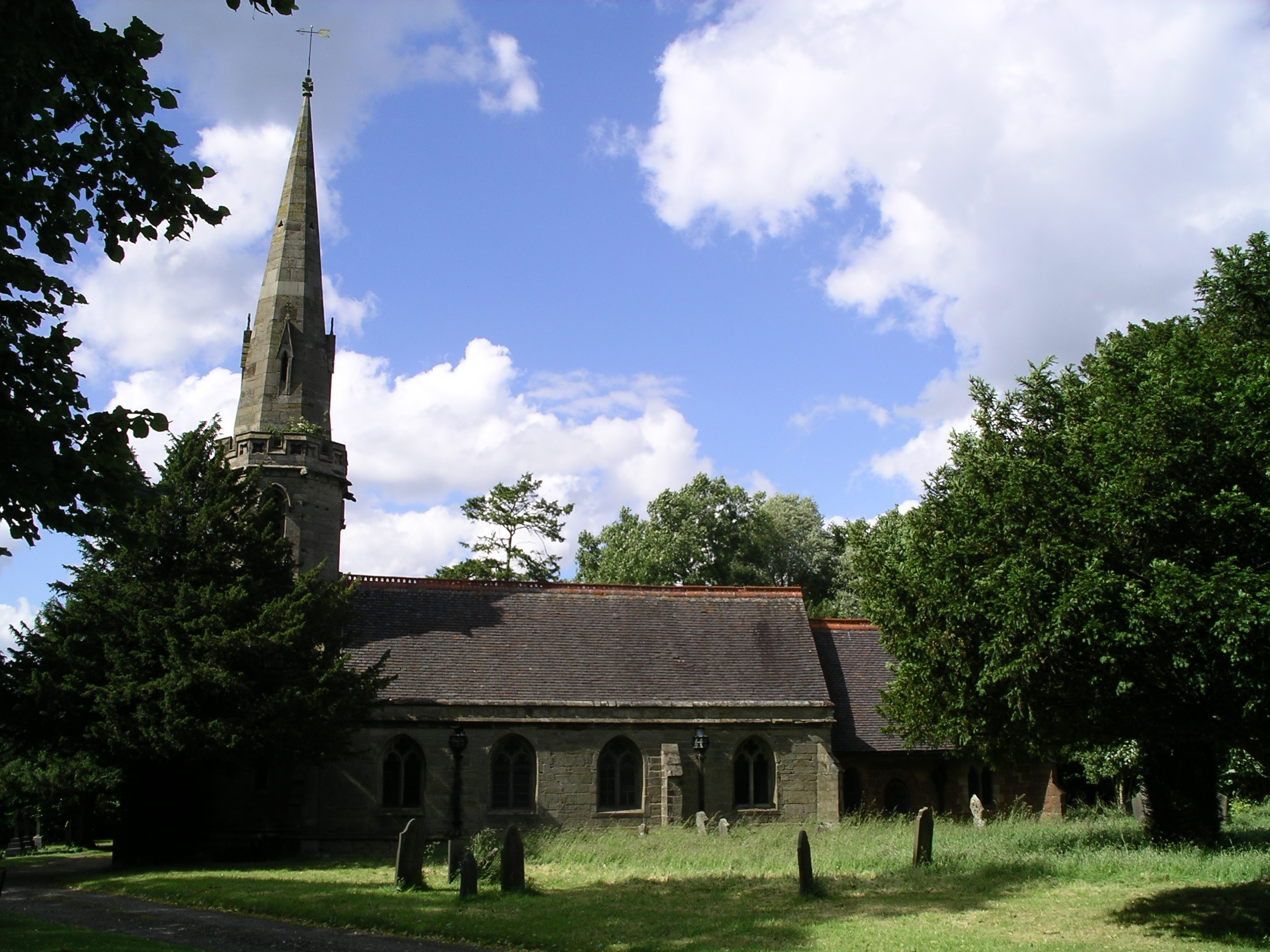
Eglise St James' Parish.
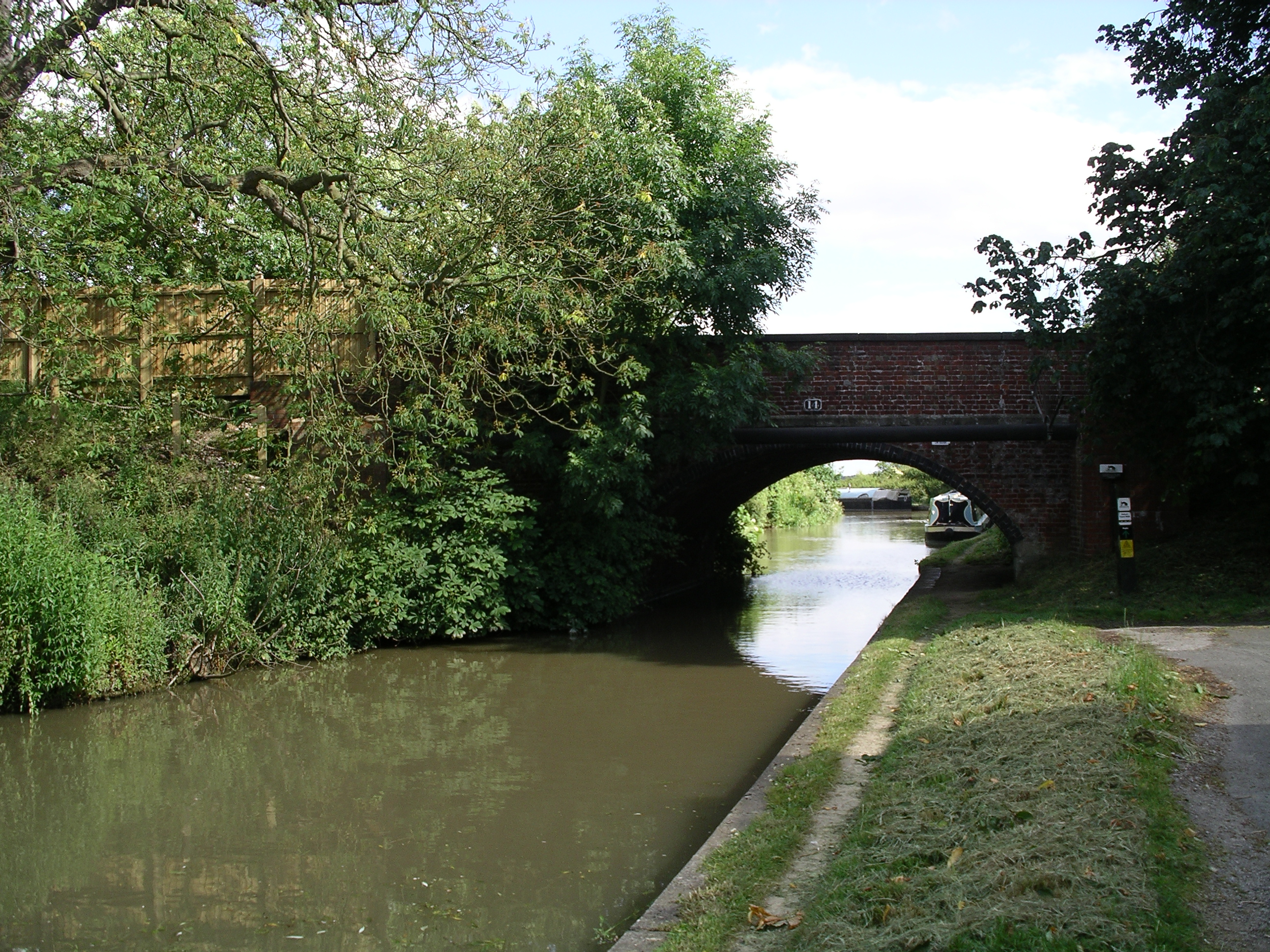
Pont sur l' Oxford Canal.
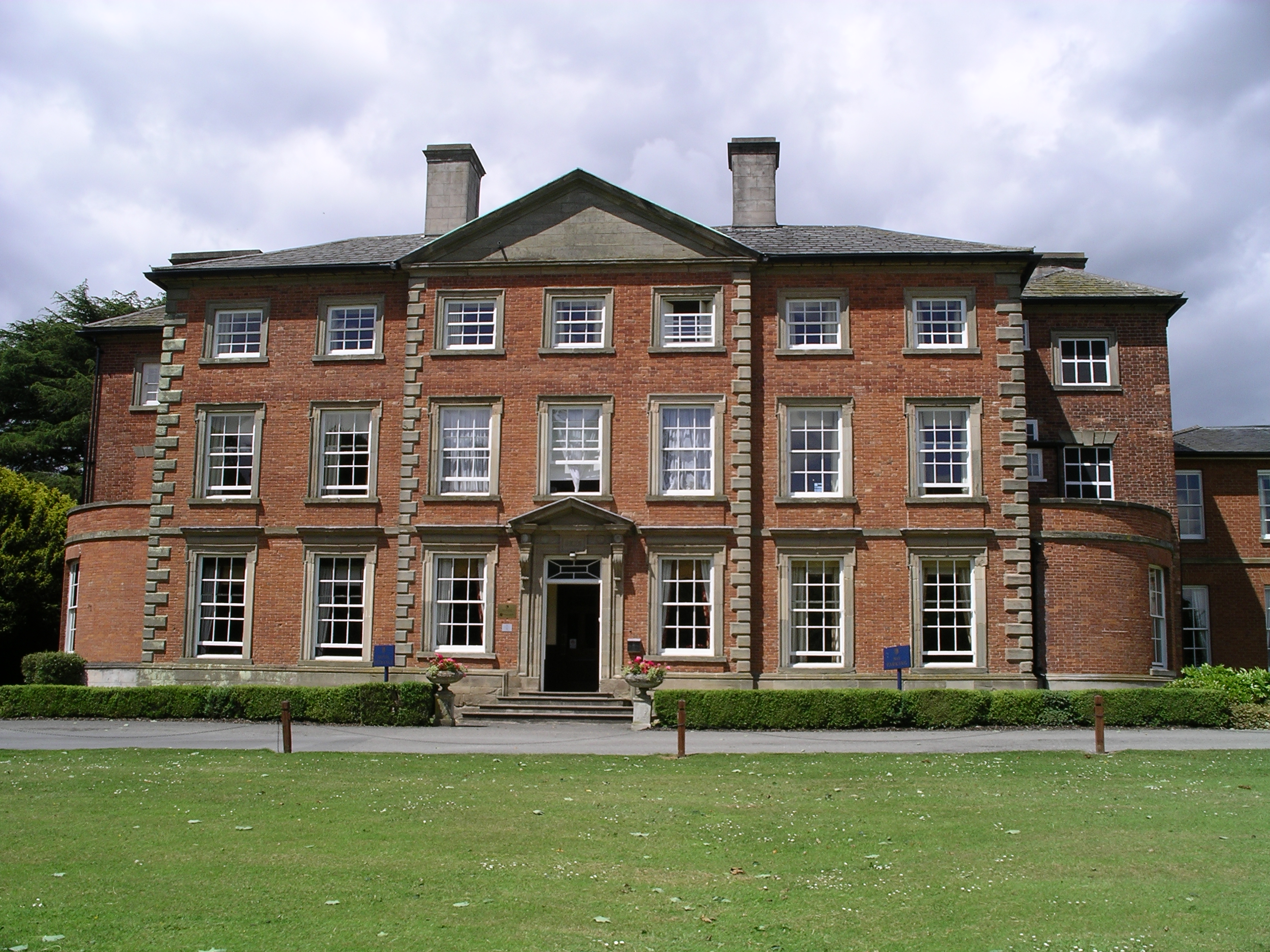
Ansty Hall.